# Јужна паткаста уљешура
Јужна паткаста уљешура (лат. Hyperoodon planifrons) је кит из парвореда китова зубана (Odontoceti) и породице Ziphiidae.

## Распрострањење
Ареал врсте покрива море уз средњи број држава у пределима Антарктика и јужне Земљине полулопте. Врста је присутна на Антарктику, у Аргентини, Аустралији, Бразилу, Јужноафричкој Републици, Новом Зеланду, Уругвају и Чилеу.

## Станиште
Станиште врсте су морски екосистеми.

## Угроженост
Ова врста није угрожена, и наведена је као најмање угрожена, јер има широко распрострањење.